# Sara Kolak
Sara Kolak (22 juni 1995) is een Kroatische atlete, die is gespecialiseerd in het speerwerpen. Ze heeft het Kroatisch record en werd olympisch kampioen in deze discipline.

## Biografie
Haar internationale debuut beleefde ze in 2013 bij de Europese jeugdkampioenschappen. Ze won hierbij net als het jaar erop bij de wereldjeugdkampioenschappen een bronzen medaille. 
Op de Olympische Spelen van 2016 in Rio de Janeiro won ze een gouden medaille. De kwalificatieronde kwam ze door met een verbetering van het nationale record tot 64,30. In de finale verbeterde ze het nationale record opnieuw tot 66,18. Hiermee won ze de wedstrijd en bleef ze de Zuid-Afrikaanse Sunette Viljoen (zilver; 64,92) en Tsjechische Barbora Špotáková ruim voor.
Kolak is aangesloten bij AK Kvarner.

## Titels
- Olympisch kampioene speerwerpen - 2016

## Persoonlijk record
| Onderdeel   | Prestatie | Datum            | Plaats         |
| ----------- | --------- | ---------------- | -------------- |
| speerwerpen | 66,18 m   | 18 augustus 2016 | Rio de Janeiro |

## Palmares

### speerwerpen
- 2013:  EK junioren - 57,79 (NJR en NR)
- 2014:  WK junioren - 55,74
- 2016:  EK - 63,50 (NR)
- 2016:  OS - 66,18 (NR)
- 2017: 4e WK - 64,95 m

1932: Babe Zaharias ·
1936: Tilly Fleischer ·
1948: Herma Bauma ·
1952: Dana Zátopková ·
1956: Inese Jaunzeme ·
1960: Elvīra Ozoliņa ·
1964: Mihaela Peneș ·
1968: Angéla Németh ·
1972: Ruth Fuchs ·
1976: Ruth Fuchs ·
1980: María Colón ·
1984: Tessa Sanderson ·
1988: Petra Felke ·
1992: Silke Renk ·
1996: Heli Rantanen ·
2000: Trine Hattestad ·
2004: Osleidys Menéndez ·
2008: Barbora Špotáková ·
2012: Barbora Špotáková ·
2016: Sara Kolak ·
2020: Liu Shiying ·
2024: Haruka Kitaguchi